# Euconchophora infuscata
Euconchophora infuscata är en insektsart som beskrevs av Brongniart 1897. Euconchophora infuscata ingår i släktet Euconchophora och familjen vårtbitare. Inga underarter finns listade i Catalogue of Life.